# Мерль Оберон
Мерль Оберон (англ. Merle Oberon), справжнє ім'я Естель Мерль (О'Браєн) Томпсон (англ. Estelle Merle O'Brien Thompson, 18 лютого 1911 — 23 листопада 1979) — британська акторка та сценаристка. Номінантка премії «Оскар» у 1936 році за головну роль у стрічці «Темний янгол».

## Вибрана фільмографія
1. 1933 — Приватне життя Генріха VIII / The Private Life Of Henry VIII — Анна Болейн
2. 1934 — Битва / The Battle  — маркіза Йорісака
3. 1934 — Приватне життя Дон Жуана / The Private Life of Don Juan — Антоніта
4. 1934 — Червоний першоцвіт / The Scarlet Pimpernel — леді Маргеріт Блакеніт
5. 1935 — Фоллі Бержер / Folies Bergère de Paris — баронеса Женев'єва Кассіні
6. 1935 — Темний янгол / The Dark Angel — Кітті Вейн
7. 1936 — Ці троє / These Three — Карен Райт
8. 1937 — Я, Клавдій / I, Claudius — Мессаліна
9. 1938 — Розлучення леді Ікс / The Divorce of Lady X — Леслі Стіл / леді Клер Мер
10. 1938 — Ковбой та леді / The Cowboy and the Lady — Мері Сміт
11. 1939 — Буремний перевал / Wuthering Heights — Кетрін Ерншоу
12. 1939 — Лев має крила / The Lion Has Wings — місіс Річардсон
13. 1941 — Щиро твій / Affectionately Yours — Сью Мейберрі
14. 1941 — Лідія / Lydia — Лідія Макміллан
15. 1943 — Вічність і один день / Forever and a Day — Марджорі Ісмей
16. 1944 — Темні води / Dark Waters — Леслі Келвін
17. 1945 — Пісня на пам'ять / A Song to Remember — Жорж Санд
18. 1945 — Це кохання — наше / This Love of Ours — Карін Тузак
19. 1947 — Нічна пісня / Night Song  — Кеті
20. 1948 — Берлінський експрес / Berlin Express — Люсьєнна
21. 1954 — Кохання імператора Франції / Désirée — імператриця Жозефіна
22. 1954 — Глибоко в моєму серці / Deep in My Heart  — Дороті Доннелі
23. 1956 — Ціна страху / The Price of Fear — Джессіка Воррен
24. 1967 — Готель / Hotel — герцогиня

## Нагороди
- Номінація на премію «Оскар» за головну жіночу роль у стрічці «Темний янгол» (1936).